# Porezna načela
Ekonomisti su pokušavali utvrditi na kojim bi se načelima trebao temeljiti porezni sustav. Prvi ekonomist koji se pozabavio ovim pitanjem bio je Adam Smith koji je istaknuo svoja četiri (4) porezna kanona.

## Smithova porezna načela
- Svaki građanin je dužan državi plaćati porez i to prema svojim ekonomskim sposobnostima.
- Obveza plaćanja poreza treba biti regulirana zakonom. To znači da porez ne smije biti proizvoljan već unaprijed poznat poreznom obvezniku.
- Porez se naplaćuje onda kada je to za poreznog obveznika najpovoljnije.
- Troškovi ubiranja poreza trebaju biti što niži, kako bi teret poreznih obveznika bio što podnošljiviji, a prihodi državne blagajne što veći.

## Wagnerova porezna načela
Više od 100 godina poslije Adolph Wagner je formulirao svoja porezna načela koja je svrstao u četiri (4) skupine :
1. financijsko - političko načelo
  - izdašnost poreza
Ubiranjem poreza treba prikupiti sredstva koja će zajedno s ostalim državnim prihodima omogućiti podmirenje javnih rashoda u državi.
  - elastičnost (prilagodljivost) poreza
Zahtijeva da se porezni sustav što je brže moguće i uspješnije može prilagoditi promjenama u visini državnih rashoda. Porezni oblici moraju biti prilagoljivi (promjenjivost osnovice i stope), posebice u specifičnim uvjetima (rat, recesija).
2. ekonomsko - političko načelo
  - izbor poreznog izvora
Temelji porezni izvori su dohodak i imovina. Dohodak služi kao temeljni izvor prvenstveno jer je obnovljiv izvor, dok dok imovina nije obnovljivi izvor. Nominalni porez na imovinu je porez koji se plaća iz dohotka (npr. porez na kuće za odmor), dok realni porez na imovinu je porez koji se plaća iz imovine (npr. država oduzima dio kuće ili zgrade).
  - izbor poreznog oblika
Pri izboru poreznog oblika treba se voditi računa o prevaljivosti poreza. Tri (3) osnovna porezna oblika jesu PDV, porez na dohodak i porez na dobit.
3. socijalno - političko načelo
  - općenitost poreza
Porezi bi trebali biti opći, tj. trebali bi ih plaćati svi građani unutar jedne zemlje (osim onih koji nemaju ekonomsku snagu). Također se postavlja pitanje egzistencijalnog minumuma koji je dovoljan da porezni obveznik preživi.
  - ravnomjernost poreza
Porezni teret bi trebao biti ravnomjerno raspoređen na porezne obveznike. Kriteriji ostvarivanja pravednosti jesu :
    1. kriterij korisnosti - visina plaćenog poreza bi trebala biti proporcionalna koristima dobivenim od države.
    2. kriterij mogućnosti plaćanja - plaćanje poreza prema mogućnostima poreznog obveznika.
      - okomita pravednost - porezni obveznici s većom platežnom sposobnosti trebali bi platiti više poreza.
      - vodoravna pravednost - porezni obveznici koji imaju slične platežne sposobnosti trebali bi platili slični iznos poreza.
4. porezno - tehničko načelo
  - određenost poreza - porez mora biti određen :
    1. kroz propise, Ustav, zakone i norme
    2. tako da porezni obveznik sam može utvrditi iznos poreznog duga prije dospijeća

  - ugodnost plaćanja
Plaćanje poreza je teret i treba ga učiniti što ugodnijim za poreznog obveznika. Temeljna pitanja koja se postavljaju jesu kada (izabrati najpogodnije vrijeme), gdje (blizu prebivališta) i kako (periodično). Ovo načelo podrazumijeva i pitanje kvalificiranosti i ljubaznosti u poreznim službama.
  - jeftinoća ubiranja poreza
Ubiranje poreza bi trebalo biti jeftino, prvenstveno za državu. Elementi koji utječu na jeftinoću ubiranja jesu :
    1. bruto iznos oporezivanja
    2. troškovi oporezivanja (nastali naplatom poreza)

Ukupni troškovi ubiranja poreza sastoje se od :
    1. administrativih troškova - troškovi porezne uprave
    2. troškovi ispunjenja porezne obveze - troškovi poreznih obveznika

## Porezna načela Richarda Musgravea
1. priljev poreznih prihoda treba biti zadovoljavajući
2. raspodjela poreznog tereta treba biti ravnomjerna, u skladu s načelom jednakosti
3. važno je mjesto na koje se porez razrezuje, ali i tko u konačnici snosi
4. mora se minimalizirati mrtvi teret oporezivanja
5. struktura poreznog sustava treba olakšati korištenje fiskalne politike za ostvarenje stabilizacijskih i razvojnih ciljeva
6. porezni sustav treba omogućiti pravično i neproizvoljno ubiranje poreza koje će biti razumljivo poreznim obveznicima
7. troškovi naplate i izmirenja poreznih obveza trebaju biti što niži

## Stiglitzova porezna načela
Porezni sustav mora biti :
- ekonomski učinkovit
- jednostavan za primjenu
- fleksibilan
- politički prihvatljiv
- pravedan